# タギツヒメ
タギツヒメ（タキツヒメとも）は、日本神話に登場する女神で、宗像三女神の一柱である。『古事記』では多岐都比売命、『日本書紀』では湍津姫命と表記される。

## 神話における記述

アマテラスとスサノヲの誓約（『古事記』に基づく） SVGで表示（対応ブラウザのみ）

アマテラスとスサノオの誓約の段で、アマテラスがスサノオの十束剣を口に含み、三つにかみ砕き吐き出した霧から宗像三女神を生み、スサノオの物実から生まれたのでスサノオの子であると宣言された。
この三女神は宗像の民が信仰している神であると記されている。化生した順番や、三つの内でどの宮に祀られるかは、『記紀』で異同がある。
- 『古事記』・『日本書紀』第二の一書では、3番目に化生し、辺津宮に祀られる。
- 『日本書紀』本文・第一の一書・第三の一書では、2番目に化生し、中津宮に祀られる。

宗像大社では『日本書紀』本文の通り「湍津姫神」として宗像市大島の中津宮に祀られている。御神体の依代は有職故実に「紫玉」と記述されている。

## 解説
タギツヒメを主祭神として祀る神社は中津宮のほか、青森県の岩木山神社など。
また宗像三女神の一柱として各地の宗像神社・厳島神社などで、また、アマテラスとスサノオの誓約で生まれた五男三女神とともに各地の八王子神社などで祀られている。
『先代旧事本紀』では後に大己貴神に嫁ぎ、八重事代主神と高照光姫命を生んだと記されている。また出雲では阿遅鉏高日子根の子である多岐都比古命の妻とされる。